# DWARF
DWARF（ドワーフ）とは、広く使われているデバッグ用データフォーマットの規格である。当初ELFと共に設計されたが、オブジェクトファイルのフォーマットとは独立している。名称は "ELF" から連想された言葉遊びだが、後に「Debugging With Arbitrary Record Formats の頭字語」とされた。

## 歴史
DWARF の最初のバージョンは過剰な容量を必要とするものだったため、様々な符号化手法によってサイズを削減した互換性のない DWARF-2 に置き換えられた。当初はすぐには広まらなかった。例えば、サン・マイクロシステムズはSolarisへの移行の際にELFを採用したが、従来からある stabs の継続使用を選択し、この組合せを "stabs-in-elf" と称した。Linuxもこれに倣い、DWARF-2 は1990年代末までデフォルトにはならなかった。
2005年12月20日にDWARF 3.0がリリースされ、C++の名前空間のサポート、Fortran 90  の alloctable データのサポート、コンパイラ最適化技法への対応などが追加された。DWARF標準化委員会の委員長 Michael Eager はデバッグ用フォーマットとDWARF-3について Introduction to the DWARF Debugging Format という文書を書いている。
2010年6月10日にDWARF 4、2017年2月15日にDWARF 5が発表になった。

## 構造
DWARFは Debugging Information Entry (DIE) というデータ構造を使って、変数、データ型、プロシージャなどを表す。DIE にはタグ（例えば、DW_TAG_variable、DW_TAG_pointer_type、DW_TAG_subprogram など）と属性（キーと値の対）があり、DIE同士の入れ子が可能で、木構造を形成できる。DIEの属性には同じ木構造上の他のDIEへの参照を格納できる。例えば、変数を表すDIEの属性 DW_AT_type が、その変数のデータ型を表す DIE を指すといった使い方をする。
シンボリックなデバッガは一般に、行番号テーブルとコールフレーム情報テーブルという大きなテーブルを必要とする。記憶領域を節約するため、これらのテーブルは単純な専用有限状態機械用のバイトコード命令列で表される。行番号テーブルはオブジェクトのコードの位置とソースコード上の位置の対応表であり、どの命令が関数プロローグやエピローグに属するかも示す。コールフレーム情報テーブルは、コールスタック上のフレームの位置をデバッガに知らせるものである。